# 迪爾菲爾德鎮區 (密歇根州拉皮爾縣)
迪爾菲爾德鎮區（英語：Deerfield Township）是位於美國密歇根州拉皮爾縣的一個行政鎮區。

## 地方資料
迪爾菲爾德鎮區的面積為94.20平方千米，當中陸地面積為92.90平方千米，而水域面積為1.30平方千米。根據2020年美國人口普查的數據，當地共有人口5764人，而人口密度為每平方千米61.19人。